# Mambriano
Mambriano – epos piętnastowiecznego włoskiego poety Francesca Cieca. Utwór został wydany w 1509. Podobnie jak dzieła Luigiego Pulciego i Mattea Marii Boiarda został napisany oktawą, czyli strofą ośmiowersową, rymowaną abababcc, układaną jedenastozgłoskowcem (endecasillabo).. Składa się z czterdziestu pięciu pieśni. Z eposami obu wymienionych autorów dzieli też wspólną tematykę, opartą na legendach o Karolu Wielkim. Poemat Cieca cieszył się znaczną popularnością. W latach 1509–1554 doczekał się jedenastu edycji. Trzy strofy poematu przełożył na język angielski John Herman Merivale.
O Clio, se mai benigna ti mostrasti 

In alcun tempo, dimostrati adesso: 

Fortifica il mio stil quanto che basti, 

E fa che Euterpe tua mi sieda appresso; 

L'una m' insegnerà  trovare i tasti, 

Da l'altra parte mi sarà concesso 

Polimnia, poi mi arrecherà a memoria 

Come è suo officio, qualche degna istoria;